# محوطه جنی دره
محوطه جنی دره مربوط به سده‌های ۵ و ۶ و ۷ ه.ق است و در شهرستان مشگین‌شهر، بخش مشکین شرقی، دهستان نقدی، روستای ارباب کندی واقع شده و این اثر در تاریخ ۱۲ دی ۱۳۸۶ با شمارهٔ ثبت ۲۰۴۰۹ به‌عنوان یکی از آثار ملی ایران به ثبت رسیده است.